# Benz Patent Motorwagen
Benz Patent Motorwagen, ki je bil prvič izdelan leta 1885, velja za prvi avtomobil, torej cestno vozilo, ki ga poganja motor. Dodeljen mu je bil nemški patent št. 37435, za katerega je Karl Benz zaprosil 29. januarja 1886. Datum vložitve prošnje za registracijo patenta uradno velja tudi kot datum, ko patent začne veljati, če je odobren, kar se je zgodilo novembra istega leta. Benz je uradno predstavil svoj izum 3. julija 1886 na Ringstraße v Mannheimu.
Prvi avtomobil je uporabljal Benzov enocilindrični štiritaktni motor s prostornino 954 cm³. Motor je lahko razvil ⅔ KM (½ kW) pri 250 rpm, čeprav so kasnejši testi na Univerzi v Mannheimu pokazali, da bi zmogel tudi 0,9 KM (0,7 kW) pri 400 rpm. Motor je bil zelo lahek, saj je tehtal le 100 kg. Kasnejša modela sta imela izboljšano verzijo motorja, motor druge serije je lahko razvil moč 1,5 KM (1,1 kW), motor tretje serije pa 2 KM (1,5 kW). Šasija je bila leta 1887 izboljšana z lesenimi kolesi, rezervoarjem za gorivo in usnjeno zavoro.
Bertha Benz, žena izumitelja, se je odločila za reklamno akcijo novega avtomobila, tako da ga je brez moževe vednosti odpeljala na prvo daljšo pot. S tem je želela pokazati uporabnost avtomobila za daljša potovanja. To se je zgodilo 5. avgusta 1888, Bertha je peljala svoja sinova Eugena in Richarda iz Mannheima skozi Heidelberg in Wiesloch do svojega rojstnega mesta Pforzheim, skupno 104 km. V spomin na zgodovinsko prvo avtomobilsko vožnjo Berthe Benz v Mannheimu poteka vsakoletna parada starodobnih avtomobilov.